# Gordeï Kolessov
Pour les articles homonymes, voir Kolessov.
Gordeï Evguenievitch  Kolessov (en russe : Гордей Евгеньевич Колесов, nom en anglais : Gordey Kolesov) est un joueur d'échecs et un enfant prodige, russe né le 18 août 2008, à Moscou.
Gagnant du Concours des Talents en Chine en 2015 (à l'âge de 6 ans et 5 mois) sur la chaine de télévision centrale chinoise, CCTV-1, vainqueur d’une compétition d’échecs ,, lauréat de concours artistiques ,, il parle 5 langues (russe, chinois, espagnol, anglais, français), connaissant par cœur 555 expressions idiomatiques chinoises , 
Le Président de la Fédération internationale des échecs Kirsan Ilioumjinov a surnommé Gordeï « le Petit Bouddha du monde des échecs ». Gordeï a trois petites sœurs qui sont Milana, Agata et Essenya.

## Biographie
Gordeï est né à Moscou. À l’âge de deux mois, ses parents l’emmènent à Canton, où son père, Evgueni Kolessov, dirige l'entreprise Optim Consult, qui se spécialise dans la livraison de marchandises et équipements en provenance de Chine, travaillant dans ce pays depuis plus de 15 ans. Les débuts de Gordeï à la télévision ont commencé en avril 2014, dans l'émission d’Аleksei Lissenkov Être son propre réalisateur, sur la chaine Rossiya 1. Gordeï est devenu le double vainqueur de la rubrique « Cap ou pas cap », en faisant la démonstration de sa connaissance des idéogrammes chinois et en chantant une chanson en chinois avec sa sœur cadette Milana.
En septembre 2014, Gordeï rejoint en qualité d’externe une école secondaire d’enseignement général offrant une étude approfondie d’une langue étrangère (l’anglais) au sein de l’Ambassade de Russie en République Populaire de Chine (Ville de Pékin). Son intérêt pour les échecs commence à ce même moment.
En janvier 2015, Gordeï participe au Concours des Talents en Chine sur la chaine de télévision centrale chinoise CCTV-1 et en devient le vainqueur. Les médias de masse chinois ont écrit avec enthousiasme comment Gordeï, avec son père, a fait une farce à Madame Zhoudan, une célèbre animatrice. Ils ont demandé à l’animatrice d’expliquer le sens d’une expression idiomatique chinoise, la mettant dans l’embarras,. Gordeï est devenu le premier parmi les étrangers à atteindre un tel niveau de succès,. La vidéo avec les sous-titres en russe a été publiée sur la chaine «Chine avec Evgueni Kolessov» sur Youtube  à la fin du mois de février 2015, et en l’espace d’une semaine, elle a eu plus d’un million de vues. Selon l’opinion de certains commentateurs, ce jeune Russe a fait pour l’amitié russo-chinoise bien plus que ce que font les diplomates ,, et certains lui prédisent un avenir de diplomate ,. Les médias de masse chinois ont décrit le rôle important du père dans le développement des talents de son fils.
Après sa victoire dans le Concours des Talents, le petit Kolessov a été invité à faire ses études gratuitement dans une école privilégiée fermée située à Canton, mégapole de 15 millions d’habitants, là où les enfants de très hauts fonctionnaires et généraux d’armée font leurs études. Les frais de scolarité pour une année d’études s’élèvent à plus de 20 000 dollars américains ,. Les parents de Gordeï reçoivent également des dizaines d’invitations de chaines chinoises pour la participation de Gordeï au tournage d’émissions.
En février 2015, au cours du Concours russo-chinois de création artistique pour enfants et adolescents se nommant « De la Chine à la Russie. Les Ponts de l’Amitié», qui s’est tenu dans le cadre des Années de l’amitié russo-chinoise et des échanges entre jeunes (années 2014-2015), Gordeï, avec son dessin, a pris la médaille d’argent . Au cours de ce même mois, il a gagné le prix du public  du premier Concours de Calligraphie Chinoise au Stylo Rigide 2014. La vidéo  dans laquelle Gordeï parle de ses talents calligraphiques a été envoyée au concours. Le Secrétaire Général de l’OCS, Dmitri Mezentsev, a remis le prix à Gordeï, en rendant hommage avec enthousiasme au succès de ce jeune talent (il était le plus jeune participant du concours), appelant l’auditoire à suivre l’exemple de Gordeï . « Lors de la cérémonie, le jeune russe talentueux a récité devant tout le monde des poèmes de Su Shi (un poète chinois de la Dynastie Song. Editer.) et a reçu de vifs applaudissements de l’auditoire». L’agence de presse nationale chinoise Xinhua a aussi parlé des succès de Gordeï,.
Le 1er juin 2015, la vidéo du gala du Concours des Talents sur la chaine de télévision centrale chinoise CCTV-1 a été publiée sur Internet. Gordeï a époustouflé le jury et les spectateurs chinois, en calculant l’âge de Sun Wukong, le Roi des Singes, héros principal du roman classique chinois du XVIe siècle intitulé « Pérégrination vers l’Ouest », le célèbre animateur chinois Liu Yiwei, après avoir écouté le monologue du petit garçon russe, en est tombé de son fauteuil,. En l’espace de trois jours après la publication de la vidéo, le nombre de vues a dépassé le demi-million. Les médias de masse ont surnommé Gordeï « l’enfant prodige »,,. Le père de Gordeï Kolessov, Evgueni, dans son interview sur la chaine NTV a déclaré qu’il ne faut pas présenter son fils comme un enfant prodige, selon lui : « Gordeï est un enfant aimé, discipliné, et prenant du plaisir à étudier ». Les vidéos de Gordeï étant regardées y compris par les étudiants de l’Institut des traducteurs militaires du ministère de la Défense de la fédération de Russie, et par les futurs diplomates du MGIMO, connaissent une résonance positive concernant les compétences linguistiques du garçon.
Mikhail Efremov, acteur de théâtre et de cinéma et artiste russe émérite, préparant spécialement pour l’agence d’informations « Services Nationaux des Actualités » le Top 5 des nouvelles principales du 4 juin, a écrit concernant Gordeï « Un enfant prodige russe de 6 ans, Gordeï Kolessov, est devenu le gagnant du Concours des Talents qui a été diffusé sur la chaine de télévision centrale chinoise. Gordeï connaît cinq langues, est un joueur d’échecs de très haut niveau, et fait partie de l’équipe nationale de Russie dans ce sport. Gordeï, tu es notre futur, tout le pays prend exemple sur toi ! ».
Les vidéos de Gordeï sur Internet connaissent une grande popularité, les plus regardées d’entre elles : « Gordeï Kolessov, 6 ans, sur la chaine de télévision centrale chinoise, CCTV-1 », «Gordeï Kolessov remporte le Concours des Talents sur la Chaine de télévision centrale chinoise», «Première place au Concours d’échecs de Shenzhen», « Chanson chinoise à la guitare par Gordeï Kolessov », « Chine, entrainement aux échecs », « Vladimir Mayakovski: Message à la Chine », « 475 expressions idiomatiques chinoises », ainsi que les vidéos dans lesquelles il est avec son père, récitant le poème « Hé toi, ma chère Russie » de Serguei Essénine, en chinois, et des poèmes de Mao Zedong en chinois et en russe.
Gordeï Kolessov est l’un des plus jeunes maitres de la résolution chronométrée du Rubik’s Cube au monde.
Au printemps 2015, deux films documentaires sur Gordeï et sa famille ont été réalisés par deux chaines centrales chinoises.

## L’engouement pour les échecs
Gordeï a commencé à jouer aux échecs à partir de l’été 2014, et déjà au mois de novembre de cette année, il participe au Championnat d’échecs de Canton et gagne le prix d’argent.
À la fin du mois de janvier 2015, il commence un entrainement systématique aux échecs sous la supervision d’Andrei Obodchouk, qui se rend à Canton pour les cours avec Gordeï. Dans la période entre novembre 2014 et avril 2015, Gordeï participe à plusieurs tournois de qualification d’échecs à Canton, et y a pris la première place. Il reçoit la coupe du champion des mains de Ye Jiangchuan, un grand maitre chinois, entraineur de quelques championnes du monde chinoises, y compris d’une triple championne du monde féminine (2010, 2011, 2013), et de la plus jeune grand-maitre féminine Hou Yifan. Au Championnat du monde des écoliers qui s’est tenu en Thaïlande (Pattaya) du 5 au 15 mai 2015, Gordeï a fini parmi les 10 meilleurs, obtenant le meilleur résultat parmi les jeunes Russes dans sa catégorie d’âge.